# Kanton Niederbronn-les-Bains
Kanton Niederbronn-les-Bains (fr. Canton de Niederbronn-les-Bains) byl francouzský kanton v departementu Bas-Rhin v regionu Alsasko. Tvořilo ho 19 obcí. Zrušen byl po reformě kantonů 2014.

## Obce kantonu
- Bitschhoffen
- Dambach
- Engwiller
- Gumbrechtshoffen
- Gundershoffen
- Kindwiller
- Mertzwiller
- Mietesheim
- Niederbronn-les-Bains
- Oberbronn
- Offwiller
- Reichshoffen
- Rothbach
- Uberach
- Uhrwiller
- Uttenhoffen
- La Walck
- Windstein
- Zinswiller